# Diputació de Tarragona
La Diputació de Tarragona és una institució de l'estat espanyol que forma part de l'administració local i dotada de competències administratives per al govern i administració de la província de Tarragona.
El ple es fa per una elecció indirecta, a partir dels resultats en les eleccions municipals de la província. Des del 2019 Noemí Llauradó i Sans és la presidenta de la Diputació de Tarragona.
Es va constituir per primera vegada, l'any 1822, com a Diputació Provincial, de la qual fou president Jacobo Gil de Avalle. Posteriorment, i en compliment del Reial Decret de 25 de setembre de 1835, el governador civil de la província convocà eleccions, i la nova constitució provincial es feu pública al Butlletí Oficial del 26 de gener de 1836. Es va reunir per primera vegada el 2 de març següent. Amb el temps, la nova corporació tarragonina va ampliar competències i desenvolupar una capacitat operativa cada cop més gran.
Actualment, segons l'article 91 de l'Estatut d'Autonomia de Catalunya de 2006, els consells de vegueria substituiran les diputacions provincials. Segons el projecte de Llei de l'Organització Veguerial de Catalunya la Diputació de Tarragona hauria de ser substituïda pel Consell de la Vegueria del Camp de Tarragona i el Consell de la Vegueria de les Terres de l'Ebre.

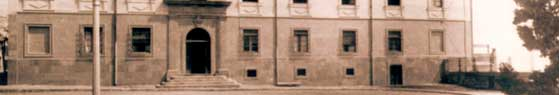
Façana de l'edifici de la Diputació de Tarragona.

## Composició 2023-2027
| PARTIT | nº diputats |
| ------ | ----------- |
| ERC    | 9           |
| PSC    | 8           |
| JxCat  | 8           |
| Vox    | 1           |
| PP     | 1           |

## Escut

Escut no reglamentari, oficial.

L'escut de la Diputació de Tarragona és l'escut d'armes de la província de Tarragona i l'utilitza tot i no ser normatiu segons la llei 8/1987 i el decret de 139/2007.

Escut de la Diputació de Tarragona (Corona dels antics Reis d'Aragó i Comtes de Barcelona)
Escut de la Diputació de Tarragona (Proposta d'adaptació a la normativa de la Generalitat)

## Presidents de la Diputació
- 1869-1870: Manuel Bes i Hediger
- 1870-1871: Joan Palau i Generés
- 1871-1872: Antoni Kies Muñoz
- 1872-1873: Antoni Estivill
- 1874-1875: Ramon Miró i Sol
- 1875: Antoni Satorras Vilanova
- 1875-1877: Plàcid-Maria de Montoliu i de Sarriera
- 1877-1881: Antoni Satorras Vilanova
- 1881: Lluís de Jover de Viala
- 1881-1882: Antoni Satorras Vilanova
- 1882-1883: Joan Casagualda Fontdevila
- 1883-1884: Lluís de Jover de Viala
- 1884-1888: Antoni Satorras Vilanova
- 1888-1890: Manuel Valls Vaquer
- 1891: Josep Batlle i Vidal
- 1891-1892: Josep Orga i Sans
- 1892: Carles Roig i Rovira
- 1893: Ferran de Querol i de Bofarull
- 1894-1893: Antoni de Magrinyà i de Sunyer
- 1894-1896: Ferran de Querol i de Bofarull
- 1896-1898: Francesc Xavier Rabassa i Satorras
- 1899-1900: Ferran de Querol i de Bofarull
- 1900-1902: Víctor Josep Olesa i Fonollosa
- 1901-1903: Joan Huguer
- 1903-1905: Estanislao Tell i Bonanat
- 1905 (gener-abril): Víctor Josep Olesa i Fonollosa
- 1905-1907: Joan Villà i Bassa
- 1907-1911: Anselm Guasch i Robusté
- 1911-1913: Antoni Estivill i de Llorach
- 1913-1915: Josep Mestres i Miquel
- 1915-1917: Ramon Vidiella i Balart
- 1917-1919: Pere Lloret i Ordeix
- 1919-1923: Josep Montserrat i Cuadrada
- 1921-1924: Anselm Guasch i Robusté
- 1924-1925: José M. Serrano Garcia
- 1925-1927: Manuel Guasch Monravá
- 1927-1930: Manuel de Orovio Romeu
- 1930 (maig-desembre): Anselm Guasch i Robusté
- 1931 (abril-octubre): Ramon Nogués i Biset
- 1932 (gener-octubre): Domènec Pinyana i Homedes
- 1932-1934: Pere Cavallé Llagostera
- 1934 (juny-setembre): Joan Lluís Pujol i Font
- 1934 (setembre-octubre): Lluís Prunés i Sató
- 1934: (novembre-desembre) Julio de Castro Vázquez
- 1934-1936: Emilio Vilà Álvarez
- 1936 (gener-febrer): Albert Talavera Sabater
- 1936 (febrer-març): Alfred Escrivà Prades
- 1936 (març-maig): Lluís Prunés i Sató
- 1936 (maig-juliol): Joaquim Fort i Gibert
- 1936-1937: Lluís Mestres i Capdevila
- 1937-1938: Joaquim Fort i Gibert
- 1938-1939: Ramon Sanahuja Soler
- 1939: Joan Vilanova Montañà
- 1939-1942: Eusebio Mújica Jaca
- 1942: Joan Vilanova Montañà
- 1942-1942: Joaquim de Querol Rius
- 1944-1948: José Segú Parés
- 1948-1951: Alberto Diaz de Brito y Antiaga
- 1951-1952: Juan Noguera Salort
- 1952-1961: Enrique Guasch Giménez
- 1962-1965: Antonio Soler Morey
- 1965-1966: Lluís Pujades de Frias
- 1966-1967: Esteban Meseguer Gil
- 1967-1968: Federico Gerona de la Figuera
- 1968-1979: José Clua Queixalós
- 1979-1980: Francesc Cailà i Mestre
- 1980: Ramon Aleu i Jornet
- 1980-1982: Josep Gomis i Martí
- 1982: Ramon Aleu i Jornet
- 1982-1983: Joan Ventura i Solé
- 1983-1987: Josep Gomis i Martí
- 1987-1988: Vicente Lluesma Davos
- 1988-1992: Joan Maria Pujals i Vallvé
- 1993-2003: Josep Mariné i Grau
- 2003-2007: Joan Aregio i Navarro
- 2007-2019: Josep Poblet i Tous
- 2019- ara: Noemí Llauradó i Sans

## Participació en altres organismes
La Diputació de Tarragona és un dels membres del Consorci del Museu Casteller de Catalunya que s'està construint a Valls, conjuntament amb el Departament de Cultura de la Generalitat de Catalunya, l'Ajuntament de Valls i la Coordinadora de Colles Castelleres de Catalunya.